# 北近畿丹後鐵道

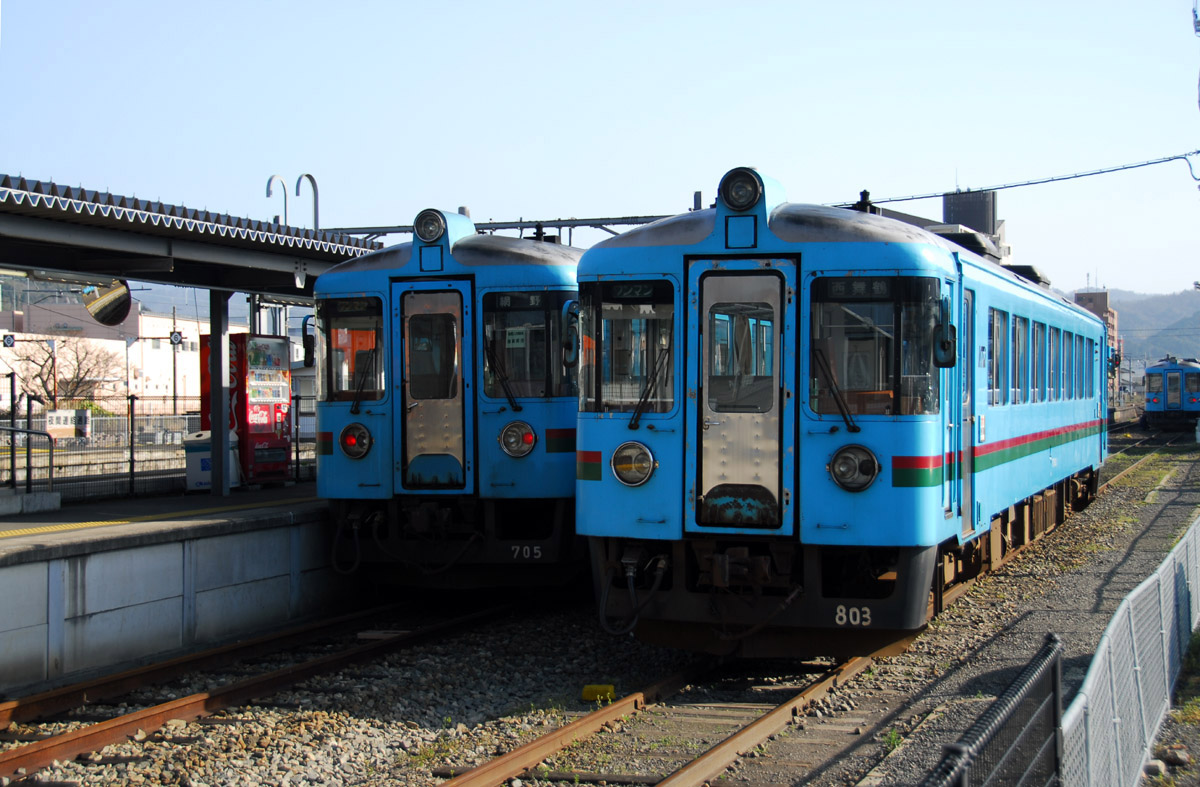
北近畿丹後鐵道KTR700與KTR800型柴油客車（西舞鶴車站）

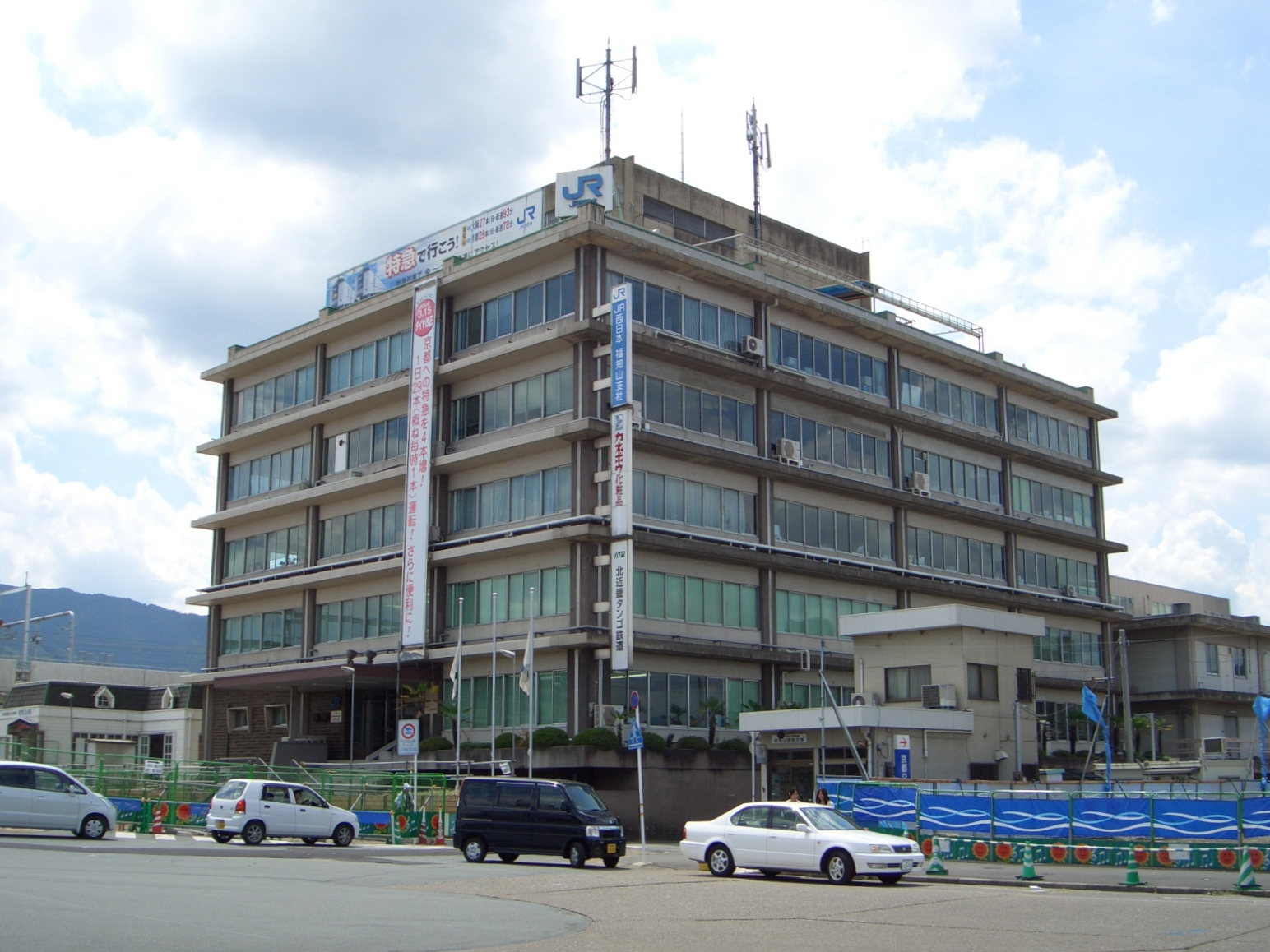
北近畿丹後鐵道的總部設於JR西日本福知山分公司大樓5樓

北近畿丹後鐵道股份有限公司（日语：／ Kitakinki Tango Tetsudō */?），簡稱北近畿丹後鐵道，縮寫KTR，是一家位於日本京都府的第三部門鐵路公司。公司名稱中的「丹後」源自當地令制國時代的舊國名——丹後國，但是故意改以外來語（片假名）方式書寫，而與探戈音樂產生雙關語效果。
與很多由地方政府主要出資的第三部門事業體類似，北近畿丹後鐵道的董事會成員，幾乎都是沿線自治體的地方官員。該公司的取締役會長是由京都府知事兼任，而副社長則是宮津市、福知山市、舞鶴市等沿線城市的市長兼任。

## 歷史
北近畿丹後鐵道公司成立於1982年，由京都府政府與周邊幾個行政區劃政府及當地企業合資成立，最初是為負責營運日本鐵道建設公團興建的宮福線，因此最初公司名為宮福鐵道；直到1989年時納入原屬日本國有鐵道的宮津線，而配合改名為北近畿丹後鐵道。
由於原本京都府為最主要出資者，最初公司總部設在京都府廳的別館內，2007年時移至位於福知山市的JR西日本大樓（JR西日本福知山支社的總部）內辦公，2013年總部再遷移至宮津市。
然而，開業以來，營運均處於赤字狀態，每年有約8億日圓赤字，都需要靠京都府廳及兵庫縣廳撥出經營對策補助金，兩縣之間也因補助金的問題多次引發爭議。
因此在2014年決定將路線經營權出售予經營旅行社的WILLER ALLIANCE，並於2015年4月完成移交予WILLER TRAINS，此後只負責設施管理及支援工作。WILLER ALLIANCE亦隨後設立新的子公司WILLER TRAINS」負責營運事宜，並於2015年4月1日以「京都丹後鐵道」（京都丹後鉄道、Kyoto Tango Railway，簡稱「丹鐵」）的名稱接辦路線，轉變業種成為日本所謂的第三種鐵道事業業者。

## 外部連結
- （日語）京都丹後鐵道（页面存档备份，存于）